# حلق الرأس

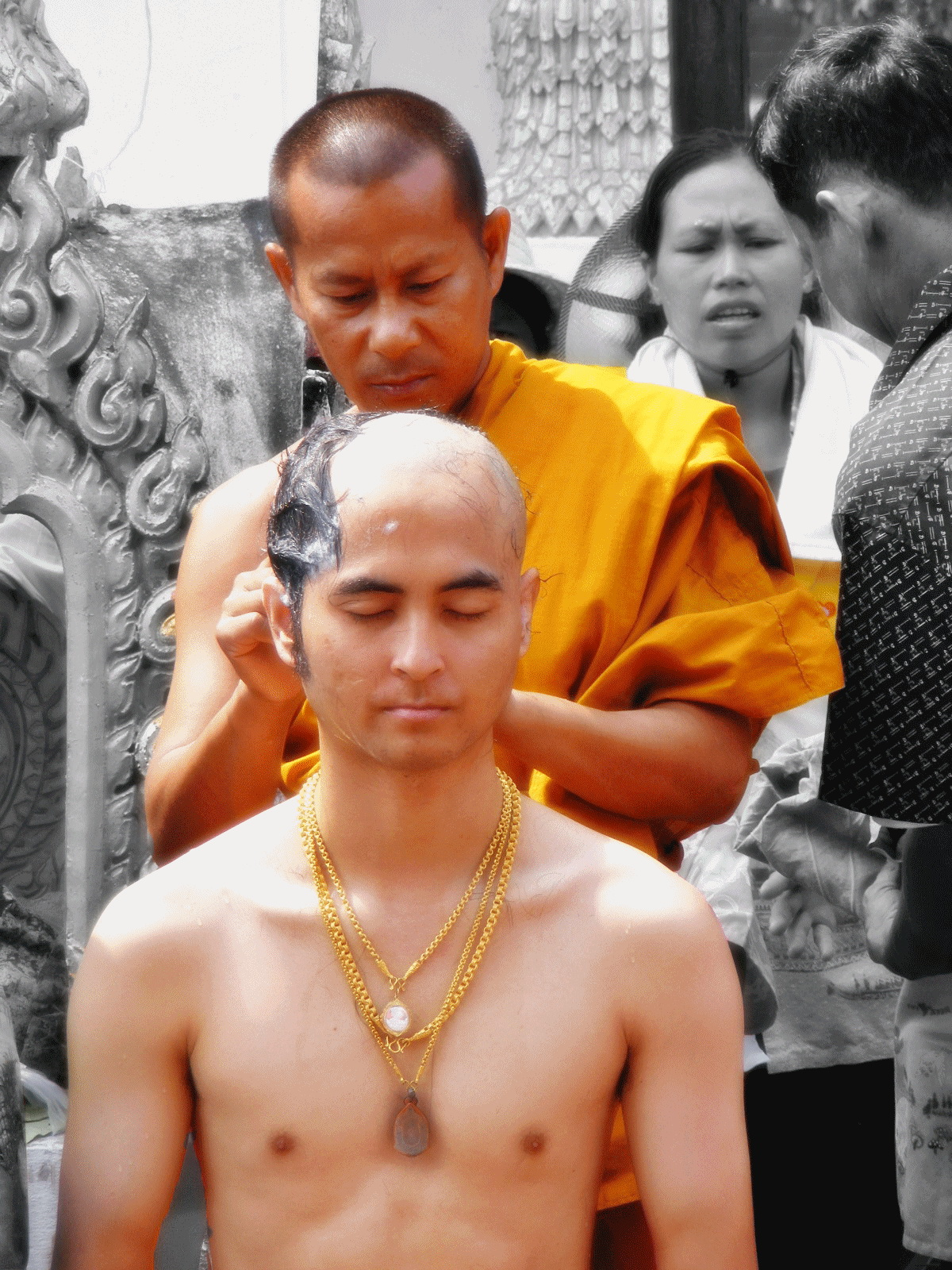
حلق الشعر طقس من طقوس البوذية، راهب بوذي يحلق لرجل يستعد ليصير راهبا.

حلق الرأس وهو إزالة الشعر من الرأس بالموس.

## الآراء الدينية

### الإسلام
عادةً ما يقوم المسلمون بحلاقة رؤوسهم بعد أداء مناسك الحج أو العمرة. وقد اختلفت المدارس الفقهية الإسلامية عند السنة حيال مسألة حلاقة الرأس، فقيل:
- سنة، وهو مذهب الحنفية.
- يكره حلق شعر الرأس لغير نسك ولا حاجة، وهو مذهب المالكية.
- لا يكره حلقه، وتركه أفضل إلا إن شق تعهده فالحلق أفضل، وهو مذهب الشافعية.
- يباح حلقه، وهو مذهب الحنابلة عند المتأخرين.[1]